# ديجو بوندجاك
ديجو بوندجاك (بالمجرية: Bundzsák Dezső)‏ (مواليد 3 مايو 1928) هو لاعب كرة قدم. يلعب مع منتخب المجر لكرة القدم. سبق له أن لعب في كأس العالم لكرة القدم مع منتخب بلاده.

## مسيرته الكروية
لعب ديجو بوندجاك خلال مسيرته الاحترافية مع نادِ واحدٍ في ستة عشر موسمًا وسجل خلالها 73 هدفًا ضمن 294 مباراة. ولم يفز بأي موسم بالكأس وفاز في ثلاثة مواسم بالدوري.
خاض ديجو بوندجاك مسيرته مع نادي فاساس في موسم 1950 ليلعب معه ستة عشر موسمًا، مشاركًا في 294 مباراة سجل خلالها 73 هدفًا.

## روابط خارجية
- ديجو بوندجاك على موقع الاتحاد الدولي (مؤرشف)  (الإنجليزية)
- ديجو بوندجاك على موقع قاعدة بيانات كرة القدم.إي يو (الإنجليزية)
- ديجو بوندجاك على موقع بيانات كرة القدم. دي إي (الألمانية)
- ديجو بوندجاك على موقع ناشيونال فوتبول تيمز (الإنجليزية)
- ديجو بوندجاك على موقع Soccerway.com (الإنجليزية)
- ديجو بوندجاك على موقع عالم كرة القدم.نت (الإنجليزية)